# 루툴어
루툴어(Rutul)는 러시아 다게스탄과 아제르바이잔 일부 지역에 거주하는 루툴인들이 사용하는 언어이다. 화자는 다게스탄 측에 약 3만 명, 아제르바이잔 측에 약 1만 7천 명이 거주하는 것으로 추산된다. 이름은 이 언어가 주로 사용되는 다게스탄의 루툴(Рутул) 마을에서 따왔다. 북동캅카스어족 레즈기어파에 분류되며, 그 중에서도 차후르어와 가장 가깝다.

## 같이 보기
- 루툴인
- 북동캅카스어족